# Burning Up
"Burning Up"  é uma canção da cantora estadunidense Madonna, contido em seu álbum de estreia homônimo (1983). Foi lançado inicialmente como segundo single da obra em 9 de março de 1983. A música foi apresentada como uma demo gravada por Madonna na Sire Records, que iluminou a gravação do single após o primeiro single, "Everybody", se tornar um hit. Madonna colaborou com Reggie Lucas, que produziu o single enquanto John Benitez forneceu os riffs de guitarra e os vocais de apoio. Musicalmente, a música incorpora instrumentação de baixo, sintetizadores e bateria, e a letra fala da falta de vergonha da cantora em declarar sua paixão por seu amante.
Lançada com o lado B de "Physical Attraction", que também apareceria no álbum de estreia, a música recebeu críticas mistas de críticos e autores contemporâneos, que observaram a composição mais sombria e urgente da música enquanto elogiavam suas batidas de dança. O single falhou em se sair bem comercialmente em qualquer lugar, exceto nas tabelas de dance dos Estados Unidos, onde alcançou o pico de três, e nas tabelas australianas, onde foi o top 20 de hits. Após várias apresentações ao vivo em clubes para promover o single, ele foi adicionado ao set-list da Virgin Tour de 1985. Uma versão de guitarra elétrica foi apresentada na Re-Invention World Tour de 2004 e na Rebel Heart Tour de 2015–2016 .
O videoclipe que acompanha a música retratou Madonna nas clássicas posições femininas submissas, enquanto se contorcia apaixonadamente em uma estrada vazia, para seu amante que parecia vir dela por trás em um carro. O vídeo terminou mostrando Madonna dirigindo o carro, concluindo que ela estava sempre no comando. Muitos autores observaram que o videoclipe de "Burning Up" foi o começo da representação de Madonna de que ela assumia o controle de uma sexualidade masculina desestabilizada.

## Antecedentes e desenvolvimento
Em 1982, Madonna estava morando em Nova York e tentando iniciar sua carreira musical. Seu namorado de Detroit, Steve Bray, se tornou o baterista de sua banda. Abandonando o hard rock, eles foram contratados por uma empresa de gerenciamento musical, a Gotham Records, e decidiram seguir a música no gênero funk. Eles logo abandonaram esses planos. Madonna carregou fitas de três músicas com ela: "Everybody", "Ain't No Big Deal" e "Burning Up". Madonna apresentou "Everybody" ao DJ Mark Kamins que, depois de ouvir a música, a levou para a Sire Records, onde ela assinou um contrato. Quando "Everybody" se tornou um hit, a Sire Records decidiu preparar um álbum para ela. No entanto, Madonna optou por não trabalhar com Bray ou Kamins, optando pelo produtor da Warner Brothers, Reggie Lucas. Michael Rosenblatt, diretor de A&R da Sire Records, explicou a Kamins que eles queriam um produtor com mais experiência na direção de cantores; daí eles nomearam Lucas. Ele empurrou Madonna em uma direção mais pop e produziu "Burning Up" e "Physical Attraction" para ela.
Enquanto produzia as faixas, Lucas mudou radicalmente sua estrutura das versões demo originais. Madonna não aceitou as mudanças, então John "Jellybean" Benitez , um DJ do Funhouse Disco, foi chamado para remixar as faixas.. Ele adicionou alguns riffs e vocais extras para guitarra em "Burning Up".. A Sire Records fez o backup do single, enviando Madonna para uma série de aparições pessoais em clubes de Nova Iorque, onde ela tocou. Eles também contrataram um estilista e designer de jóias chamado Maripol, que ajudou Madonna com a capa. A capa do single de dança de 12 polegadas para "Burning Up" foi desenhada por Martin Burgoyne.

## Composição
Musicalmente, "Burning Up" tem um arranjo mais sombrio causado pelo baixo, guitarra e bateria. Os riffs de guitarra nas músicas não eram características dos últimos discos de Madonna. As batidas tom-tom usadas na música eram uma reminiscência dos discos do cantor Phil Collins. Ele também incorporou guitarras elétricas e os sintetizadores mais avançados da época. O refrão é uma repetição das mesmas três linhas da letra, enquanto a ponteconsiste em uma série de participantes duplos em relação à letra da música, que descreve o que ela está preparada para fazer por seu amante e que ela é individualista e sem vergonha.
De acordo com as partituras publicadas no Musicnotes.com pela Alfred Publishing, "Burning Up" é escrito na fórmula de compasso do tempo comum, com um ritmo de dance beat de 138 batidas por minuto. A canção é composta na chave de clave de Si menor, com vocais de Madonna vão desde os nós de tons de uma A3 até B4. "Burning Up" segue uma sequência básica de Sim–Si maior–Lá–Mi como sua progressão harmônica.

## Videoclipe

Madonna em um vestido branco na estrada, enquanto se contorcia apaixonada por seu amante, no videoclipe de "Burning Up"

A Sire Records encomendou um videoclipe para a música a ser dirigida porSteve Barron. A amiga de Madonna, Debi Mazar, foi contratada como maquiadora para o vídeo, enquanto Maripol era a estilista com o então namorado de Madonna, Ken Compton, aparecendo como seu amante na tela. Quando o vídeo foi lançado, a MTV começou a mostrar vídeos de dance music. Portanto, o videoclipe de "Burning Up" se tornou um hit menor no canal.  A narrativa do vídeo mostra Madonna em um vestido branco, enquanto ela canta a canção proclamando sua paixão impotente por seu amante. Ela usava seus famosos braceletes de borracha, que na verdade eram cintos para máquinas de escrever. Seu amor pelo menino a retratava como uma vítima desamparada, como a fêmea estereotipada retratada em muitos filmes mudos. Em um ponto do vídeo, Madonna é mostrada sendo atropelada por um carro dirigido por um jovem, interpretado por Compton. No final da música, Madonna é mostrada dirigindo o carro, com um sorriso desafiador e conhecedor nos lábios e abandonou o homem, dando a mensagem de que ela estava no comando, um tema recorrente ao longo de sua carreira. Barron explicou o processo de desenvolvimento por trás do vídeo:

Fui a Nova Iorque para me encontrar com Madonna, de má vontade, e apareci em um discurso no SoHo, que acabou sendo um agachamento basicamente. Madonna estava com pouca roupa, trabalhando em uma enorme faixa de discoteca. Ela era carismática. Ela continuou colocando a cabeça na mesa e conversando comigo, muito paqueradora, e isso me deu a ideia para a cena de "queimar", onde o rosto dela está na estrada e a câmera está muito baixa e perto.

Embora a letra da música como "Você quer me ver de joelhos?" retratando o desamparo feminino, o desempenho do vídeo atua como um contra-texto. Quando essa linha é cantada, Madonna é mostrada ajoelhada na estrada em frente ao carro que avança, depois vira a cabeça para trás enquanto expõe a garganta em uma postura de submissão. No entanto, seu tom de voz e seu olhar para a câmera retratam uma dureza e um desafio que contradizem a submissão de sua postura corporal e transformam a questão da linha em um desafio para seu amante.
O autor Andrew Morton, em sua biografia sobre Madonna, comentou que o vídeo foi a primeira introdução da América à política sexual de Madonna. O autor Robert Clyde Allen, em seu livro Channels of Discourse, comparou o vídeo com o de "Material Girl". Segundo ele, ambos os vídeos têm um final prejudicial, enquanto empregam uma série consistente de trocadilhos e exibem uma quantidade paródica de excesso associada ao estilo de Madonna. Os discursos incluídos no vídeo são de sexualidade e religião. Allen escreveu que a imagem de Madonna de joelhos e cantos sobre 'queima de amor'naturalizar sua posição igualmente submissa no patriarcado. O autor Georges-Claude Guilbert, em seu livro Madonna, como mito pós-moderno, comentou que a representação do personagem masculino se torna irrelevante, pois Madonna desestabiliza a fixação e a categorização da sexualidade masculina no vídeo. Sua declaração de não ter vergonha foi interpretada pelo autor James B. Twitchell, em seu livro For Shame, como uma tentativa de separar-se das artistas femininas contemporâneas da época.

## Apresentações ao vivo e covers

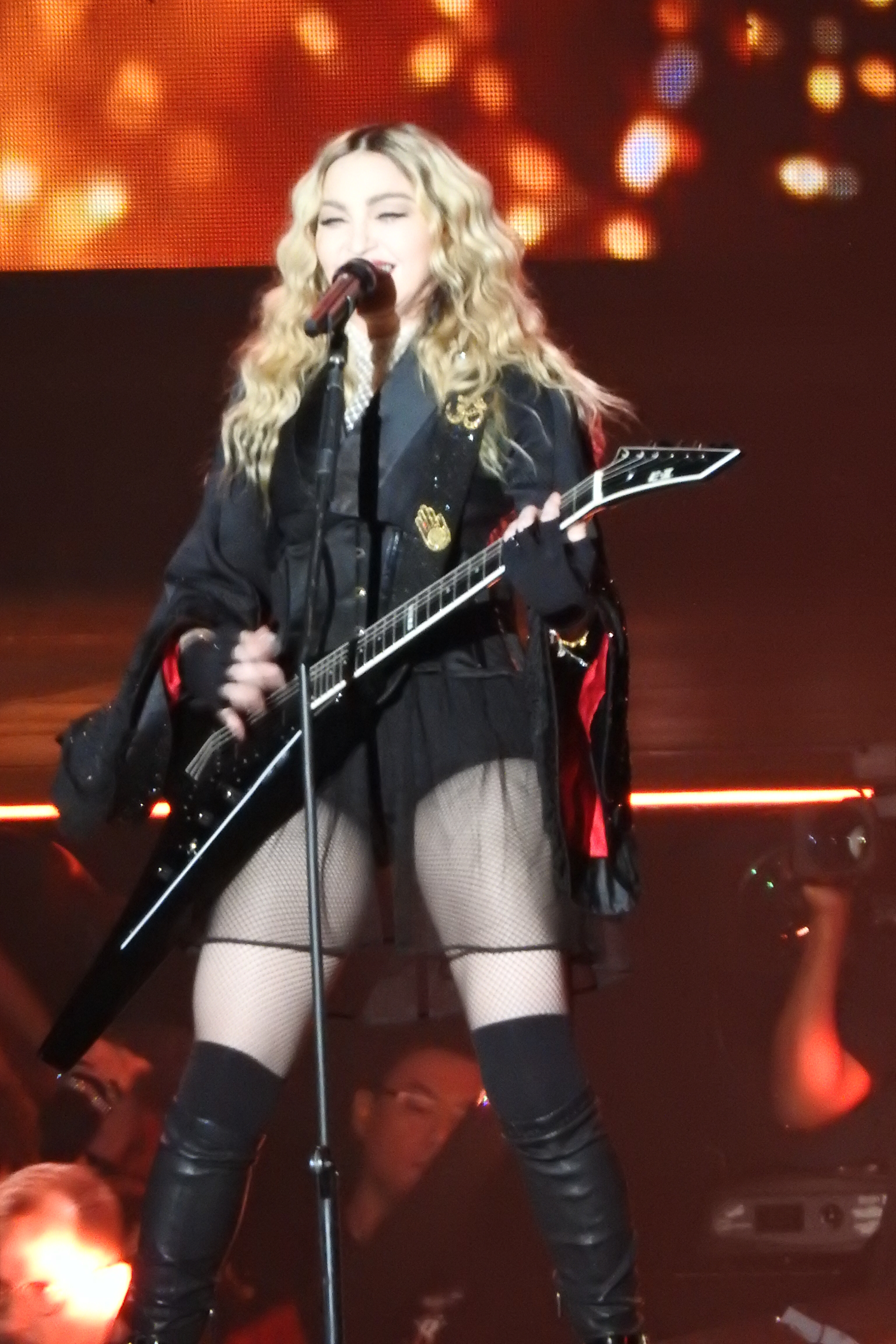
Madonna performando "Burning Up" durante sya Rebel Heart Tour (2015–2016)

Antes de seu lançamento, Madonna promoveu o single se apresentando em diferentes clubes de Nova Iorque. Madonna era um artista profissional por esse tempo e foi assistida pelos dançarinos Erika Belle e Bags Rilez para promovê-lo. Depois de promover em Nova Iorque em inúmeras boates e pubs, ela viajou para Londres para promovê-lo em clubes como Heaven, Camden Palace, Beatroot Club e The Haçienda em Manchester. No entanto, essas performances não foram bem recebidas pelo público britânico. A música foi apresentada na The Virgin Tour em 1985, mas foi omitida do VHS Madonna Live: The Virgin Tour, lançado pela Warner Home Video. Jon Pareles, do The New York Times, sentiu que Madonna posou como Marilyn Monroe durante a apresentação da música. Mikel Longoria, do The Dallas Morning News, chamou a performance de "nítida e enérgica".
Madonna incluiu a música no set-list de sua Re-Invention World Tour de 2004 no segmento militar. Ela estava vestida com roupas militares e tocava guitarra elétrica para a apresentação. Enquanto ela cantava a música, os cenários exibiam cenas de guerra e sexo que foram embaralhadas para parecer que foram filmadas com uma câmera de vídeo. Kelefa Sanneh, do The New York Times, descreveu a performance e os cenários de vídeo como uma reminiscência das prisões em Abu Ghraib. Sal Cinquemani, da revista Slant, comentou que "foi uma piada ver sua [Madonna] amarrar uma guitarra elétrica e cantar clássicos como 'Burning Up'". Madonna também incluiu uma versão remixada da música na Rebel Heart Tour (2015-2016). Semelhante à Re-Invention World Tour, a cantora tocou guitarra durante a apresentação, vestida com uma roupa preta de freira curta. O desempenho da música no 19-20 março de 2016 shows em Allphones Arena em Sydney foi gravado e lançado em quinto álbum ao vivo de Madonna, Rebel Heart Tour.
Durante a apresentação de Madonna no Rock and Roll Hall of Fame de 2008 , "Burning Up" foi realizado por Iggy Pop e pela banda de punk rock The Stooges, junto com "Ray of Light". Em 2010, Jonathan Groff executou uma versão cover a música do programa de televisão americano Glee. Sua versão foi incluída no extended play (EP) intitulada Glee: The Music, The Power of Madonna, e também foi lançada como uma faixa bônus na iTunes Store. A cantora Britney Spears fez cover de "Burning Up" em 2011 durante alguns shows, em sua Femme Fatale Tour. A performance a caracterizou montando uma guitarra gigante e brilhante, com três metros de altura e duas vezes mais. No entanto, Barry Walters, da Rolling Stone, sentiu que a capa que ela cantou na turnê "carecia da autoridade de Madge [Madonna]". A gravação em estúdio do cover, descrita por Sarah Maloy, da Billboard, como "sem um indício dos anos 80", lançado  em 10 de junho de 2011. O cantor Isadar incluiu um cover de "Burning Up "como faixa bônus em seu álbum de compilação de 2006, Scratching The Surface: Vol 2 Electro-Voice Sampler.

## Faixas e formatos
| - Single de 12" europeu e australiano 1. "Burning Up" (12" version) – 5:56 2. "Physical Attraction" (Versão do álbum) – 6:35 - Single de 7" europeu e japonês 1. "Burning Up" (Single de 7") – 3:50 2. "Physical Attraction" (Single de 7") – 3:52 | - Single de 7" australiano 1. "Burning Up" (Versão alternativa do álbum) – 4:48 2. "Physical Attraction" (Single de 7") – 3:52 - Maxi Single (1995) alemão e britânica 1. "Burning Up" (Single de 7") – 5:56 2. "Physical Attraction" (Versão do álbum) – 6:34 |

## Créditos e equipe
Créditos adaptados das notas individuais de 7 polegadas.
| - Madonna – vocal principal, vocal de fundo , escritor - Reggie Lucas – produtor, guitarras, programação de bateria - Butch Jones – sintetizador - John "Jellybean" Benitez – mixagem - Fred Zarr – sintetizador, piano elétrico e acústico - Dean Gant – piano elétrico e acústico | - Bobby Malach – saxofone tenor - Paul Pesco - guitarra - Ed Walsh – sintetizador - Gwen Guthrie – vocais de fundo - Brenda White – vocais de fundo - Chrissy Faith – vocais de fundo - Martin Burgoyne - arte da capa |

## Recepção
"Burning Up" foi lançado em 9 de março de 1983. Como seu antecessor "Everybody", a música não entrou na tabela da Billboard Hot 100, e "Burning Up" também não ultrapassou a tabela da Bubbling Under Hot 100 chart. Conseguiu atingir o número três na Hot Dance Club Play, permanecendo na tabela por 16 semanas. A música foi um hit entre 20 primeiros na Austrália em junho de 1984, alcançando o número 13, depois de ter originalmente atingido o nível mais baixo dos 100 primeiros em novembro de 1983. A música também foi usada como música de fundo para um cena no filme de 1984, The Wild Life.
O autor Rikky Rooksby, em seu livro The Complete Guide to the Music of Madonna, comentou que a música era visivelmente mais fraca em comparação com outros singles como "Lucky Star" e "Borderline". Sal Cinquemani, da Slant Magazine, denotou a faixa como nervosa e cheia de punk. Stephen Thomas Erlewine, da Allmusic, comentou que "Burning Up" e o lado B "Physical Attraction" tinham uma urgência carnal mais sombria em sua composição. Santiago Fouz-Hernández, em seu livro Madonna's drowned worlds, elogiou a música por ser uma música de dance otimista. Jim Farber, da Entertainment Weekly, provou que "Burning Up" provou que Madonna também podia balançar.